# Patrik Ewen
Patrick Even, dit Patrik Ewen est un conteur, chanteur et musicien multiinstrumentiste français né en 1948 à Bône.
Il est le cofondateur du label Névénoé avec d'autres artistes bretons dont Gérard Delahaye. Il joue du violon, de l'harmonica, de la guitare, du banjo, de la mandoline et de l'accordéon.
En 1999, ils se sont retrouvés avec Gérard Delahaye et Melaine Favennec au sein du Trio EDF, où il chante à la fois en breton, en français et en anglais.

## Biographie

### Enfance et formation

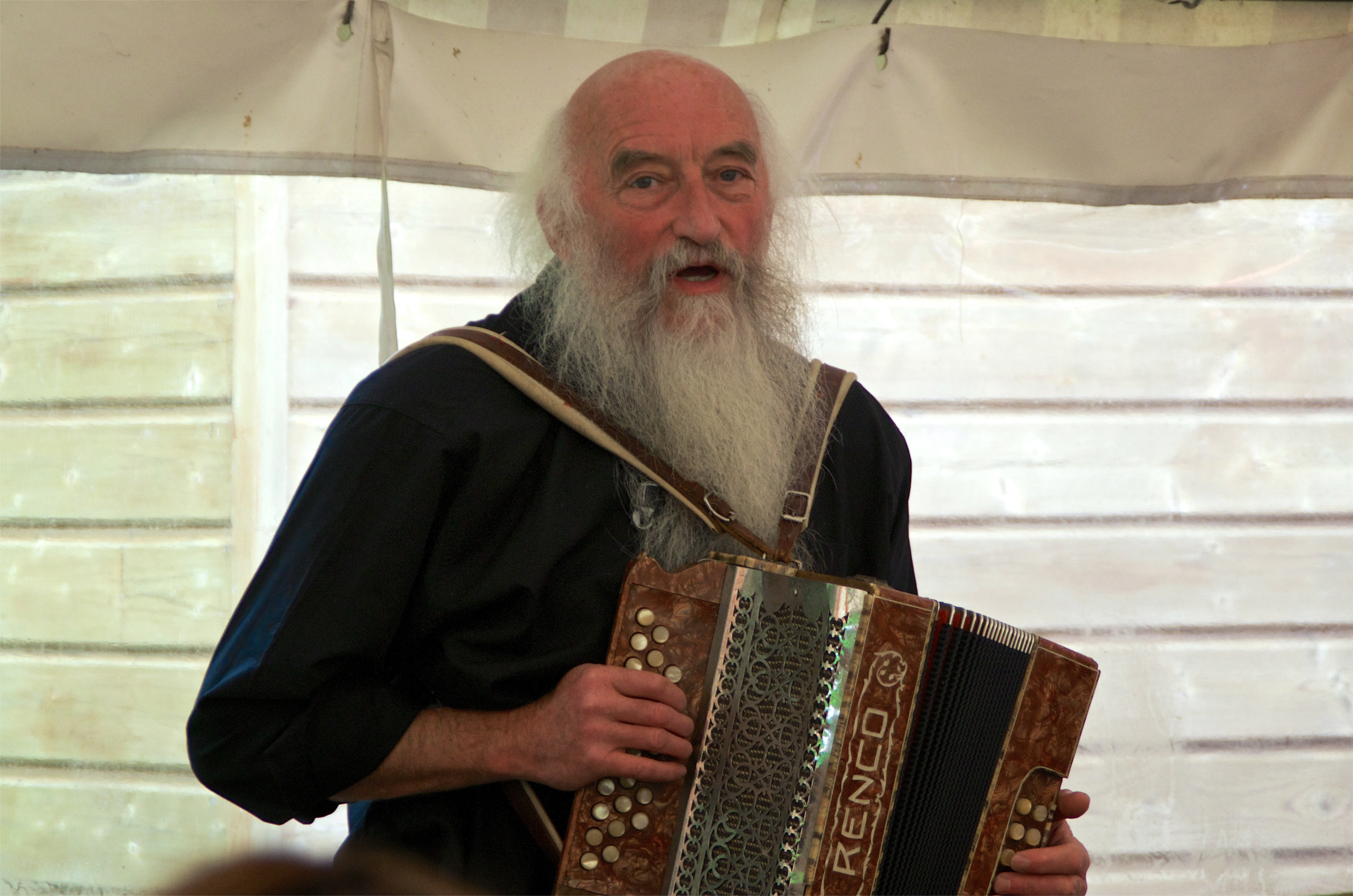
Patrik Ewen à l'accordéon en 2014.

Il naît à Bône en 1948. Sa famille est originaire des Monts d'Arrée.
En 1956, il s'installe avec sa famille à Thionville.

### Carrière
Dans les années 1970, il s'inspire de la Beat generation en chantant des folk songs, des ballades d'Irlande, d'Ecosse, et de Bretagne. En 1973, il participe à la fondation de la coopérative Névénoé,.
En 1980, dans le contexte du renouveau du conte, invité au Festival des conteurs de Chevilly-Larue, il commence sa carrière de conteur.
Il s'inspire des contes et légendes de Bretagne mais aussi des romans de J. R. R. Tolkien. Cette passion donne naissance dans les années 1980 à trois créations au festival des Tombées de la nuit à Rennes : Chants et Contes fantastiques au pays de la brume, Récits barbares et À la lisière des trois pays des deux mondes,.
En collaboration avec Delahaye, il produit et anime en 1984 sur « FR3 Bretagne Pays-de-Loire » un programme pour la jeunesse, Merlin Arkenciel. Parallèlement, il monte un spectacle de chants et de contes pour enfants.
En 1992, il fait paraître une chanson sur son pays d'origine, Là-bas dans les Monts d’Arrée.
Avec Gérard Delahaye et Melaine Favennec, il crée en 1999 le trio EDF. Pour ce trio, il a notamment mis en musique un poème de Pierre-Jakez Helias, Luskellerez evit ur bugel koz. Le trio enregistre un premier album, Kan Tri, en 2003, puis un deuxième, Tri Men, en 2007 et Kan Tri Men en 2011.
En 2012, il monte son spectacle Récits Barbares,. La même année, il sort un nouvel album personnel, Liberté attitude. Sa ballade La fanfare jouait, valsez Matilda, traite des horreurs d’une guerre qui envoie les jeunes au casse-pipe.
En 2024, il participe à l'écriture d'une des chansons de l'album Enez, il est une île... de Gwennyn.
En 2025, il participe au festival Bugul Noz.

## Discographie
- 1973 : Beggin' I will go, Névénoë[17]
- 1977 : Ker Ys, Mengleuz/Coop Breizh[17]
- 1992 : Berceuses pour les vieux enfants, Lorienn production / dist. Coop Breizh[18]
- 2003 : Kan Tri[19]
- 2007 : Tri Men[20]
- 2014 : Récits Barbares, DVD Studio Le Rocher/ Coop Breizh[13]
- 2021 : Là-bas dans les Monts d'Arrée..., Daendrevi[21]

### En collaboration avec Gérard Delahaye etYvon Le Men
- 2009 : Vers l'extrême nord du monde, dist. Coop Breizh[22],[23]

## Spectacles
- 2012 : La Légende de Ronan Kéradalan[24]
- 2012 : Les Récits barbares[12]
- 2013 : Trop homme de terre pour être marin[25]

### Documentaire
- Salut les vieux frères ! Kan Tri, film d'Alain Gallet, 2004, Aligal Production / France 3 Ouest, 52 min.